# عبور وسائل نقلیه با محموله خطرناک ممنوع
عبور وسائل نقلیه با محموله خطرناک ممنوع جزء نشان‌های بازدارنده یا انتظامی راهنمایی و رانندگی است. رانندگان به ویژه رانندگان تریلر و کامیون نمی‌بایست در مسیرهایی که این تابلو نصب شده‌است، حامل محموله‌های خطرناک باشند. این نشان در ایران نیز رایج است.